# Мира Чохаџић
Мирослава Мира Чохаџић (Београд, 1930 — Београд, 2002) била је српски и југословенски позоришни, телевизијски и филмски костимограф.
Дипломирала је на Факултету примењене уметности 1957, аутор је костима за преко 30 позоришних представа и 20 играних филмова, 80 ТВ драма и емисија за децу, и више од 1.000 емисија забавног, контакт и шоу програма.

## Главна дела

### Позориште
Живи леш, Глембајеви, Камен за под главу, Алан Форд

### Филм
Ко то тамо пева, Маратонци трче почасни круг, Танго аргентино

### Телевизија
Павиљон бр. 6, Брод плови за Шангај, Невен, Игре без граница

### Награде
Годишња награда УЛУПУДС-а 1981. i 1985, Плакета Евровизије 1982, Велика награда Србије за примењену уметност и дизајн 1994.
Филмографија